# Korsbånd
Korsbåndene (på latin ligamentum cruciatum anterior et posterior) er to senebånd, der findes i knæleddet mellem lårbensknoglen (femur) og underbensknoglen (tibia).